# Модель Мэнкью — Ромера — Вейла
Моде́ль Мэ́нкью — Ро́мера — Ве́йла (расширенная модель Солоу англ. Mankiw-Romer-Weil model) — неоклассическая модель экзогенного экономического роста с включением человеческого капитала. Модель Мэнкью — Ромера — Вейла лучше соответствует фактическим межстрановым различиям, чем модель Солоу, благодаря включению человеческого капитала в число факторов производства и тому, что в развитых странах существенно выше уровень человеческого капитала на душу населения. Вместе с тем модель также не даёт объяснения причинам этих различий и сохраняет недостаток экзогенной нормы сбережений. Разработана на основании модели Солоу Грегори Мэнкью, Дэвидом Ромером и Дэвидом Вейлом в 1990 году.

## История создания
После того, как Роберт Солоу разработал первую неоклассическую модель экономического роста, оказалось, что она сильно завышает оценку процентной ставки в развивающихся странах. Одним из путей решения этой проблемы стало расширение понятия капитал за счёт включения в него человеческого капитала. При таком подходе значение эластичности выпуска по капиталу повышалось с примерно ⅓ до примерно ⅔ (если считать сумму человеческого и физического) и в результате разница в процентной ставке у развитой и догоняющей страны становится намного меньше, чем предсказанная по модели Солоу. Результатом такого подхода и стала модель Мэнкью — Ромера — Вейла (также известная как модель Солоу с человеческим капиталом), которая была представлена а работе Грегори Мэнкью, Дэвида Ромера и Дэвида Вейла «Вклад в эмпирику экономического роста», опубликованной в декабре 1990 года и изданной в журнале The Quarterly Journal of Economics в мае 1992 года. Название работы — явная отсылка к названию работы Роберта Солоу 1956 года «Вклад в теорию экономического роста».

## Описание модели

### Базовые предпосылки модели
В модели рассматривается закрытая экономика. Фирмы максимизируют свою прибыль. Фирмы функционируют в условиях совершенной конкуренции. Производится только один продукт {\displaystyle Y}, используемый, как для потребления {\displaystyle C}, так и для инвестиций {\displaystyle I}. Темпы технологического прогресса {\displaystyle g}, роста населения {\displaystyle n} и норма выбытия капитала (как человеческого, так и физического) {\displaystyle \delta } — постоянны и задаются экзогенно. В модели присутствуют две нормы сбережений для физического ({\displaystyle s_{K}}) и человеческого капитала ({\displaystyle s_{H}}) обе они задаются экзогенно, фискальная политика (государственные расходы и налоги) в модели отсутствует. Время {\displaystyle t} изменяется непрерывно.
Предпосылка о закрытой экономике означает, что произведённый продукт тратится на инвестиции в физический и человеческий капитал, и потребление, экспорт/импорт отсутствуют, сбережения равны инвестициям: {\displaystyle S=I=s_{K}Y+s_{H}Y}, {\displaystyle Y=C+I}.
Производственная функция {\displaystyle Y(K,H,L,E)} имеет вид {\displaystyle Y(K,H,LE)} и удовлетворяет неоклассическим предпосылкам:
1) технологический прогресс увеличивает производительность труда (нейтрален по Харроду): {\displaystyle Y_{t}=Y(K_{t},H_{t},L_{t}E_{t}),E_{t}=E_{0}e^{gt},g=const} , где {\displaystyle K_{t}} —физический капитал, {\displaystyle H_{t}} - человеческий капитал, {\displaystyle L_{t}} — труд, {\displaystyle E_{t}} — параметр технологического прогресса в момент времени {\displaystyle t}.
2) производственная функция обеспечивает постоянную отдачу от масштаба: {\displaystyle Y(aK,aH,aLE)=aY(K,H,LE)}.
3) предельная производительность факторов положительная и убывающая: {\displaystyle {\frac {\partial Y}{\partial K}}>0,{\frac {\partial ^{2}Y}{\partial K^{2}}}<0,{\frac {\partial Y}{\partial H}}>0,{\frac {\partial ^{2}Y}{\partial H^{2}}}<0,{\frac {\partial Y}{\partial L}}>0,{\frac {\partial ^{2}Y}{\partial L^{2}}}<0}.
4) производственная функция удовлетворяет условиям Инады, а именно, если количество одного из факторов бесконечно мало, то его предельная производительность бесконечно велика, если же количество одного из факторов бесконечно велико, то его предельная производительность бесконечно мала: {\displaystyle \lim _{K\to 0}{\frac {\partial Y}{\partial K}}=\lim _{H\to 0}{\frac {\partial Y}{\partial H}}=\lim _{L\to 0}{\frac {\partial Y}{\partial L}}=+\infty ,\lim _{K\to +\infty }{\frac {\partial Y}{\partial K}}=\lim _{H\to +\infty }{\frac {\partial Y}{\partial H}}=\lim _{L\to +\infty }{\frac {\partial Y}{\partial L}}=0}.
5) производству необходим каждый фактор: {\displaystyle Y(0,H,LE)=Y(K,0,LE)=Y(K,H,0)=0}.
Население {\displaystyle L_{t}}, равное в модели совокупным трудовым ресурсам, растёт с постоянным темпом {\displaystyle n}: {\displaystyle L_{t}=L_{0}e^{nt},n=const}.
Для поиска решения модели используются удельные показатели: выпуск на единицу эффективного труда {\displaystyle y={\frac {Y}{LE}}}, объем физического капитала на единицу эффективного труда {\displaystyle k={\frac {K}{LE}}}, объем человеческого капитала на единицу эффективного труда {\displaystyle h={\frac {H}{LE}}},потребление на единицу эффективного труда {\displaystyle c={\frac {C}{LE}}}, инвестиции на единицу эффективного труда {\displaystyle i={\frac {I}{LE}}}.
Тогда производственную функцию можно записать в следующем виде:{\displaystyle y={\frac {Y}{LE}}=Y{\biggl (}{\frac {K}{LE}},{\frac {H}{LE}},1{\biggr )}=f(k,h)}.
Наиболее часто в качестве конкретного примера производственной функции, удовлетворяющей предпосылкам модели, используется производственная функция Кобба — Дугласа:
{\displaystyle Y(K,H,LE)=K^{\alpha }H^{\beta }(LE)^{1-\alpha -\beta },y=k^{\alpha }h^{\beta },0<\alpha ,0<\beta ,\alpha +\beta <1},
где {\displaystyle \alpha } — эластичность выпуска по физическому капиталу, {\displaystyle \beta } — эластичность выпуска по человеческому капиталу, {\displaystyle (1-\alpha -\beta )} — эластичность выпуска по труду.
Как и в модели Солоу, поведение потребителей в явном виде в модели не рассматривается. Функция полезности отсутствует. Вместо этого имеется две экзогенно задаваемые нормы сбережений физического и человеческого капитала {\displaystyle s_{K}} и {\displaystyle s_{H}},{\displaystyle 0<s_{K},0<s_{H},s_{K}+s_{H}<1}, означающие, что домохозяйства сберегают долю своего дохода {\displaystyle s_{K}+s_{H}}, а оставшуюся долю {\displaystyle 1-s_{K}-s_{H}} тратят на потребление, и это соотношение не зависит от происходящих в экономике событий.

### Стационарное состояние в модели
Исходя из принципов построения  модели, в каждый момент времени {\displaystyle t} физический и человеческий капитал увеличиваются на величину инвестиций, то есть на {\displaystyle s_{K}Y} и {\displaystyle s_{H}Y} соответственно, и уменьшаются на {\displaystyle \delta K} и {\displaystyle \delta H}, таким образом, мы можем записать производные по времени физического капитала {\displaystyle {\dot {K}}} и человеческого капитала {\displaystyle {\dot {H}}} в следующем виде:
{\displaystyle {\dot {K}}=s_{K}Y_{t}-\delta K_{t}},
{\displaystyle {\dot {H}}=s_{H}Y_{t}-\delta H_{t}}.
Учитывая, что {\displaystyle k={\frac {K}{LE}}} и {\displaystyle h={\frac {H}{LE}}}, производные по времени капиталовооружённости труда единицы эффективного труда {\displaystyle {\dot {k}}} и объема человеческого капитала на единицу эффективного труда {\displaystyle {\dot {h}}} можно выразить следующим образом:
{\displaystyle {\dot {k}}={\frac {\dot {K}}{L_{t}E_{t}}}-{\frac {K_{t}({\dot {L}}E_{t}+L_{t}{\dot {E}})}{(L_{t}E_{t})^{2}}}={\frac {s_{K}Y_{t}-\delta K_{t}}{L_{t}E_{t}}}-{\frac {K_{t}}{L_{t}E_{t}}}({\frac {\dot {L}}{L_{t}}}+{\frac {\dot {E}}{E_{t}}})=s_{K}f(k_{t},h_{t})-(n+g+\delta )k_{t}}
{\displaystyle {\dot {h}}={\frac {\dot {H}}{L_{t}E_{t}}}-{\frac {H_{t}({\dot {L}}E_{t}+L_{t}{\dot {E}})}{(L_{t}E_{t})^{2}}}={\frac {s_{H}Y_{t}-\delta H_{t}}{L_{t}E_{t}}}-{\frac {H_{t}}{L_{t}E_{t}}}({\frac {\dot {L}}{L_{t}}}+{\frac {\dot {E}}{E_{t}}})=s_{H}f(k_{t},h_{t})-(n+g+\delta )h_{t}}
где {\displaystyle {\dot {L}}} — производная по времени количества населения, {\displaystyle {\dot {E}}} — производная по времени эффективности труда, и, с учетом принятых предпосылок, {\displaystyle {\frac {\dot {L}}{L_{t}}}=n} и {\displaystyle {\frac {\dot {E}}{E_{t}}}=g}.
Если инвестиции на единицу эффективного труда в физический {\displaystyle i_{K_{t}}=s_{K}f(k_{t},h_{t})} и человеческий капитал {\displaystyle i_{H_{t}}=s_{H}f(k_{t},h_{t})} превышают выбытие капитала на единицу эффективного труда {\displaystyle (n+g+\delta )k_{t}} и {\displaystyle (n+g+\delta )h_{t}} соответственно, то {\displaystyle k} и {\displaystyle h} растут, в противном случае — снижаются. В стационарном состоянии, в котором  уровень физического {\displaystyle k} и человеческого капитала {\displaystyle h} на единицу эффективного труда постоянны, и, соответственно,  {\displaystyle {\dot {k}}=0} и {\displaystyle {\dot {h}}=0}, устойчивые уровни капиталовооружённости труда на единицу эффективного труда {\displaystyle k^{*}} и запаса человеческого капитала на единицу эффективного труда {\displaystyle h^{*}} определяются системой уравнений:
{\displaystyle {\begin{cases}s_{K}f(k^{*},h^{*})=(n+g+\delta )k^{*}\\s_{H}f(k^{*},h^{*})=(n+g+\delta )h^{*}\end{cases}}}
Если в модели в качестве производственной функции используется функция Кобба — Дугласа {\displaystyle Y(K,H,LE)=K^{\alpha }H^{\beta }(LE)^{1-\alpha -\beta }}, то {\displaystyle k^{*}} и {\displaystyle h^{*}} будут равны:
{\displaystyle k^{*}={\biggl (}{\frac {s_{K}^{1-\beta }s_{H}^{\beta }}{n+g+\delta }}{\biggr )}^{\frac {1}{1-\alpha -\beta }}}
{\displaystyle h^{*}={\biggl (}{\frac {s_{K}^{\alpha }s_{H}^{1-\alpha }}{n+g+\delta }}{\biggr )}^{\frac {1}{1-\alpha -\beta }}}
Графически достижение стационарного состояния в модели Мэнкью — Ромера — Вейла можно проиллюстрировать на фазовой плоскости. Линии {\displaystyle {\dot {k}}=0} (синяя) и {\displaystyle {\dot {h}}=0} (зелёная) делят диаграмму на четыре квадранта. Выше линии {\displaystyle {\dot {h}}=0} траектория капиталовооружённости идёт вниз, а ниже — вверх. Слева от линии {\displaystyle {\dot {k}}=0} траектория капиталовооружённости идёт вправо, а справа — влево. Таким образом, в квадранте I траектория идёт вправо и вниз, в квадранте II — влево и вниз, в квадранте III — влево и вверх, в квадранте IV — вправо и вверх. Возможные траектории капиталовооружённости показаны красным. В итоге, в модели из любой начальной точки система приходит к равновесию {\displaystyle (k^{*};h^{*})}.
В стационарном состоянии темп прироста показателей на единицу эффективного труда равен нулю:
{\displaystyle {\frac {\dot {y}}{y}}=g_{y}={\frac {\dot {c}}{c}}=g_{c}={\frac {\dot {h}}{h}}=g_{h}={\frac {\dot {k}}{k}}=g_{k}=0}.
Показатели на единицу труда растут с темпом технологического прогресса {\displaystyle g}:
{\displaystyle {\frac {{\bigl (}{\dot {\frac {Y}{L}}}{\bigr )}}{\frac {Y}{L}}}=g_{Y/L}={\frac {{\bigl (}{\dot {\frac {C}{L}}}{\bigr )}}{\frac {C}{L}}}=g_{C/L}={\frac {{\bigl (}{\dot {\frac {H}{L}}}{\bigr )}}{\frac {H}{L}}}=g_{H/L}={\frac {{\bigl (}{\dot {\frac {K}{L}}}{\bigr )}}{\frac {K}{L}}}=g_{K/L}=g}
Валовые показатели растут с темпом равным сумме темпов прироста технологического прогресса {\displaystyle g} и населения {\displaystyle n}:
{\displaystyle {\frac {\dot {Y}}{Y}}=g_{Y}={\frac {\dot {C}}{C}}=g_{C}={\frac {\dot {H}}{H}}=g_{H}={\frac {\dot {K}}{K}}=g_{K}=g+n}.

### Оптимальный уровень нормы сбережений (Золотое правило)
Как и в модели Солоу, после нахождения устойчивых уровней {\displaystyle k^{*}} и {\displaystyle h^{*}} можно найти такие значения норм сбережений {\displaystyle s_{K}^{*}} и {\displaystyle s_{H}^{*}}, при котором в устойчивом состояние потребление на единицу эффективного труда {\displaystyle c} максимально. То есть, необходимо решить задачу:
{\displaystyle \max _{s_{K},s_{H}}{c[k(s),h(s)]}}
при условиях:
{\displaystyle {\dot {k}}=0},
{\displaystyle {\dot {h}}=0}.
Выразив {\displaystyle c} через {\displaystyle k} и {\displaystyle h} получим:
{\displaystyle c[k(s),h(s)]=(1-s_{K}-s_{H})y=f[k(s),h(s)]-(n+g+\delta )k(s)-(n+g+\delta )h(s)}.
Производные {\displaystyle {\frac {\partial c}{\partial s_{K}}}} и {\displaystyle {\frac {\partial c}{\partial s_{H}}}} равны:
{\displaystyle {\frac {\partial c}{\partial s_{K}}}={\biggl (}{\frac {\partial f}{\partial k}}-(n+g+\delta ){\biggr )}{\frac {\partial k}{\partial s_{K}}}}
{\displaystyle {\frac {\partial c}{\partial s_{H}}}={\biggl (}{\frac {\partial f}{\partial h}}-(n+g+\delta ){\biggr )}{\frac {\partial h}{\partial s_{H}}}}
В точке максимума {\displaystyle {\frac {\partial c}{\partial s_{K}}}=0} и {\displaystyle {\frac {\partial c}{\partial s_{H}}}=0}. С ростом нормы сбережений капиталовооружённость на единицу эффективного труда и запас человеческого капитала на единицу эффективного труда растут, потому {\displaystyle {\frac {\partial k}{\partial s_{K}}}>0} и {\displaystyle {\frac {\partial h}{\partial s_{H}}}>0}. Значит, в точке максимума должны выполняться равенство:
{\displaystyle {\frac {\partial f(k^{**},h^{**})}{\partial k}}=n+g+\delta },
{\displaystyle {\frac {\partial f(k^{**},h^{**})}{\partial h}}=n+g+\delta },
где {\displaystyle k^{**}} — устойчивый уровень капиталовооружённости на единицу эффективного труда, {\displaystyle h^{**}} — устойчивый уровень запаса человеческого капитала на единицу эффективного труда, соответствующие максимальному потреблению.
Таким образом, нормы сбережений {\displaystyle s_{K}^{*}} и {\displaystyle s_{H}^{*}}, максимизирующие потребление {\displaystyle c}, находятся из решения системы уравнений:
{\displaystyle {\begin{cases}s_{K}^{*}f(k^{**},h^{**})=(n+g+\delta )k^{**},\\s_{H}^{*}f(k^{**},h^{**})=(n+g+\delta )h^{**},\\{\frac {\partial f(k^{**},h^{**})}{\partial k}}=n+g+\delta ,\\{\frac {\partial f(k^{**},h^{**})}{\partial h}}=n+g+\delta .\end{cases}}}
В результате решения этой системы оптимальные нормы сбережения, соответствующие Золотому правилу, равны эластичностям выпуска по соответствующему вида капитала:
{\displaystyle s_{K}^{*}={\frac {k^{**}}{f(k^{**},h^{**})}}\times {\frac {\partial f(k^{**},h^{**})}{\partial k}}}
{\displaystyle s_{H}^{*}={\frac {h^{**}}{f(k^{**},h^{**})}}\times {\frac {\partial f(k^{**},h^{**})}{\partial h}}}
Если в качестве производственной функции в модели используется функция Кобба — Дугласа {\displaystyle Y(K,H,LE)=K^{\alpha }H^{\beta }(LE)^{1-\alpha -\beta }}, у которой эластичности выпуска по физическому и человеческому капиталу постоянны, то {\displaystyle s_{K}^{*}=\alpha } и {\displaystyle s_{H}^{*}=\beta }.

### Конвергенция
Для оценки скорости приближения к устойчивому состоянию, нужно оценить величины {\displaystyle {\frac {\dot {k}}{k}}} и {\displaystyle {\frac {\dot {h}}{h}}}. Для этого нужно разделить уравнения {\displaystyle {\dot {k}}=0} на {\displaystyle k} и {\displaystyle {\dot {h}}=0} на {\displaystyle h} (с учётом того, что в стационарном состоянии {\displaystyle s_{K}f(k^{*},h^{*})=(n+g+\delta )k^{*}} и {\displaystyle s_{H}f(k^{*},h^{*})=(n+g+\delta )h^{*}}):
{\displaystyle {\frac {\dot {k}}{k}}={\frac {s_{K}f(k,h)}{k}}-(n+g+\delta )=(n+g+\delta ){\biggl (}{\frac {f(k,h)k^{*}}{f(k^{*},h^{*})k}}-1{\biggr )}}
{\displaystyle {\frac {\dot {h}}{h}}={\frac {s_{H}f(k,h)}{h}}-(n+g+\delta )=(n+g+\delta ){\biggl (}{\frac {f(k,h)h^{*}}{f(k^{*},h^{*})h}}-1{\biggr )}}
Таким образом, при условиях {\displaystyle k_{0}<k^{*}} и {\displaystyle h_{0}<h^{*}}, чем дальше страна находится от равновесного состояния, тем выше темпы роста. Линейные аппроксимации {\displaystyle {\dot {k}}} в зависимости от {\displaystyle k} и {\displaystyle {\dot {h}}} в зависимости от {\displaystyle h} при помощи разложения в ряд Тейлора вокруг точек {\displaystyle k=k^{*}} и {\displaystyle h=h^{*}} выглядит следующим образом:
{\displaystyle {\dot {k}}\approx {\frac {\partial {\dot {k}}}{\partial k}}\vert _{k=k^{*}}(k-k^{*})},
{\displaystyle {\dot {h}}\approx {\frac {\partial {\dot {h}}}{\partial h}}\vert _{h=h^{*}}(h-h^{*})},
где {\displaystyle {\frac {\partial {\dot {k}}}{\partial k}}\vert _{k=k^{*}}=s_{K}{\frac {\partial f(k^{*},h^{*})}{\partial k}}-(n+g+\delta )=(n+g+\delta ){\biggl (}{\frac {k^{*}}{f(k^{*},h^{*})}}\times {\frac {\partial f(k^{*},h^{*})}{\partial k}}-1{\biggr )}=(n+g+\delta )(\epsilon _{fk}^{*}-1)},
{\displaystyle {\frac {\partial {\dot {h}}}{\partial h}}\vert _{h=h^{*}}=s_{H}{\frac {\partial f(k^{*},h^{*})}{\partial h}}-(n+g+\delta )=(n+g+\delta ){\biggl (}{\frac {h^{*}}{f(k^{*},h^{*})}}\times {\frac {\partial f(k^{*},h^{*})}{\partial h}}-1{\biggr )}=(n+g+\delta )(\epsilon _{fh}^{*}-1)},
где {\displaystyle \epsilon _{fk}^{*}} — эластичность выпуска по физическому капиталу в устойчивом состоянии, {\displaystyle \epsilon _{fh}^{*}} — эластичность выпуска по человеческому капиталу в устойчивом состоянии.
Эти уравнения можно представить в следующем виде:
{\displaystyle k_{t}-k^{*}=e^{-\lambda t}(k_{0}-k^{*})},
{\displaystyle h_{t}-h^{*}=e^{-\mu t}(h_{0}-h^{*})},
где {\displaystyle \lambda } — коэффициент, характеризующий скорость конвергенции физического капитала, {\displaystyle \mu } — коэффициент, характеризующий скорость конвергенции человеческого капитала.
Таким образом, модель Мэнкью — Ромера — Вейла, как и модель Солоу, предполагает условную конвергенцию, то есть, что бедные страны будут расти быстрее богатых и в конце концов достигнут их уровня благосостояния при условии, что структурные параметры их экономик одинаковы.

## Преимущества, недостатки и дальнейшее развитие модели
В том случае, если в модели {\displaystyle \alpha +\beta =1}, она превращается в простейший аналог AK-модели. В этом случае производственная функция Кобба имеет вид: {\displaystyle Y=AK^{\alpha }H^{1-\alpha }}. В такой постановке в модели возможен эндогенный экономический рост, даже при нулевом темпе технологического прогресса и роста населения ({\displaystyle g=0} и {\displaystyle n=0}) . В этом случае в модели в устойчивом состоянии рост валовых показателей равен темпу роста удельных и равен:
{\displaystyle g_{y}=g_{c}=g_{h}=g_{k}=g_{Y}=g_{C}=g_{H}=g_{K}=As_{K}^{\alpha }s_{H}^{1-\alpha }}.
Также вместо экзогенных норм сбережения в модель можно ввести функцию полезности потребителя:
{\displaystyle U(C)=\int _{0}^{\infty }{\frac {C^{1-\theta }}{1-\theta }}e^{-\rho t}dt},
где {\displaystyle \rho } — коэффициент межвременного предпочтения потребителя, {\displaystyle \rho >0,\rho =const}.
В этом случае экономический рост в равновесном состоянии при нулевом темпе технологического прогресса и роста населения ({\displaystyle g=0} и {\displaystyle n=0}) равен:
{\displaystyle g_{y}=g_{c}=g_{h}=g_{k}=g_{Y}=g_{C}=g_{H}=g_{K}={\frac {1}{\theta }}(\alpha ^{\alpha }(1-\alpha )^{1-\alpha }-\rho )}.
А если выразить физический капитал через оптимальное соотношение с человеческим: {\displaystyle {\frac {K}{H}}={\frac {\alpha }{1-\alpha }}}, производственная функция примет вид: {\displaystyle Y=A{\biggl (}{\frac {1-\alpha }{\alpha }}{\biggr )}^{1-\alpha }K}.
Таким образом, в том случае, если в модель добавляется функция полезности потребителя и если {\displaystyle \alpha +\beta =1}, она превращается в полный аналог АК-модели.
В своей работе авторы модели провели эмпирическую оценку своей модели, сравнив данные по различным странам, получили довольно высокое значение коэффициента детерминации равное 0,78 по итогам проведённой регрессии. Однако в последующих работах их методика подвергалась критике, например, в работе П. Кленова и А. Родригез-Клэра показано, что при более корректном подсчёте показателей, коэффициент детерминации снижается с 0,78 до 0,33. В целом в подобных исследованиях всегда необходимо принимать дополнительные предположения о структуре экономики, потому полученные результаты необходимо интерпретировать осторожно.
Модель лучше, чем модель Солоу, описывает межстрановые различия в ВВП на душу населения и темпах его роста благодаря тому, что в развитых странах существенно выше уровень человеческого капитала на душу населения.
Но при этом модель предполагает наличие условной конвергенции, что означает, что бедные страны должны расти быстрее богатых при условии схожести структурных параметров, но в реальности этого не происходит, как показали, например, исследования Р. Холла и Ч. Джонса, Дж. Де Лонга, П. Ромера. Есть лишь единичные примеры (японское экономическое чудо, корейское экономическое чудо) когда бедные страны смогли догнать богатые по уровню ВВП на душу населения, в большинстве своём сближения уровня развития не происходит.
Также, как и в модели Солоу, научно-технический прогресс и нормы сбережений в модели Мэнкью — Ромера — Вейла не является следствием принятия решений экономическими агентами, а задаётся экзогенно. Расширенные версии модели преодолевают эти недостатки, однако, в этом случае стирается грань между двумя видами капитала, и модель становится более упрощённой и приобретает все достоинства и недостатки АК-модели.
Хотя модель и является определённым шагом вперёд по сравнению с моделью Солоу, поскольку лучше описывает межстрановые различия, но при этом она не даёт объяснений причинам этих различий: по модели получается, что бедные страны бедны потому что им недостаёт физического или человеческого капитала, или потому что в них используются неэффективные технологии. Однако почему так происходит — модель не даёт ответа. В определённом смысле она схожа с утверждением о том что бедный человек беден, потому что у него мало денег.